# J. League Division 1 2011
La J. League 2011 primera división fue la temporada 46 de la máxima categoría del fútbol japonés y 19 desde la creación de la J. League. La temporada comenzó el 5 de marzo de 2011 y  finalizó el 3 de diciembre de 2011, con un receso de verano prevista de cinco semanas entre el 27 de junio hasta el 29 de julio de 2011 con el fin de permitir la preparación de la selección nacional de Japón para la Copa América 2011. Sin embargo, la temporada se dejó en suspenso a partir de marzo 12 hasta 23, debido a las secuelas del terremoto y tsunami de Tokio.
El Campeón de la J. League Division 1 2011 fue el Kashiwa Reysol que además jugó la Copa Mundial de Clubes de la FIFA 2011 como equipo del país anfitrión.

## Ascensos y descensos
| Pos | Ascendidos de la J. League Division 2 2010 |
| --- | ------------------------------------------ |
| 1.º | Kashiwa Reysol                             |
| 2.º | Ventforet Kofu                             |
| 3.º | Avispa Fukuoka                             |

| Pos  | Descendidos en la temporada 2010 |
| ---- | -------------------------------- |
| 16.º | F.C. Tokyo                       |
| 17.º | Kyoto Sanga                      |
| 18.º | Shonan Bellmare                  |

## Clubes
F.C. Tokyo, Kyoto Sanga F.C. y Shonan Bellmare fueron descendidos en la temporada 2010 después de terminar en los tres últimos lugares de la tabla. Shonan solo había jugado una temporada en la División 1, mientras que Kyoto había disfrutado de una estancia de tres años. FC Tokio había estado en la máxima categoría durante once temporadas.
Los tres equipos que los reemplazaron de la J. League Division 2 2010 fueron el campeón Kashiwa Reysol, el subcampeón Ventforet Kofu y el mejor tercero Avispa Fukuoka. Kashiwa había hecho una vuelta inmediata a la primera división, mientras que Kofu y Fukuoka puso fin a tres-y las ausencias de cuatro años, respectivamente.
| Nombre del club     | Ciudad (es) | Nota(s)                                             |
| ------------------- | ----------- | --------------------------------------------------- |
| Albirex Niigata     | Niigata     |                                                     |
| Avispa Fukuoka      | Fukuoka     | Promovido de la Segunda división                    |
| Cerezo Osaka        | Osaka       | Participante de la Liga de Campeones de la AFC 2011 |
| Gamba Osaka         | Suita       | Participante de la Liga de Campeones de la AFC 2011 |
| Júbilo Iwata        | Iwata       |                                                     |
| Kashima Antlers     | Ibaraki     | Participante de la Liga de Campeones de la AFC 2011 |
| Kashiwa Reysol      | Kashiwa     | Promovido de la Segunda división                    |
| Kawasaki Frontale   | Kawasaki    |                                                     |
| Montedio Yamagata   | Yamagata    |                                                     |
| Nagoya Grampus      | Nagoya      | Participante de la Liga de Campeones de la AFC 2011 |
| Omiya Ardija        | Omiya       |                                                     |
| Sanfrecce Hiroshima | Hiroshima   |                                                     |
| Shimizu S-Pulse     | Shizuoka    |                                                     |
| Urawa Red Diamonds  | Urawa       |                                                     |
| Vegalta Sendai      | Sendai      |                                                     |
| Ventforet Kofu      | Yamanashi   | Promovido de la Segunda división                    |
| Vissel Kobe         | Kobe, Hyōgo |                                                     |
| Yokohama F. Marinos | Yokohama    |                                                     |

## Posiciones
| Pos. | Equipo              | Pts. | PJ | G  | E  | P  | GF | GC | Dif. | Clasificación o descenso                                                                        |
| ---- | ------------------- | ---- | -- | -- | -- | -- | -- | -- | ---- | ----------------------------------------------------------------------------------------------- |
| 1    | Kashiwa Reysol (C)  | 72   | 34 | 23 | 3  | 8  | 65 | 42 | +23  | Clasificado a la Copa Mundial de Clubes de la FIFA 2011 y a la Liga de Campeones de la AFC 2012 |
| 2    | Nagoya Grampus      | 71   | 34 | 21 | 8  | 5  | 67 | 36 | +31  | Clasificado a la Liga de Campeones de la AFC 2012                                               |
| 3    | Gamba Osaka         | 70   | 34 | 21 | 7  | 6  | 78 | 51 | +27  | Clasificado a la Liga de Campeones de la AFC 2012                                               |
| 4    | Vegalta Sendai      | 56   | 34 | 14 | 14 | 6  | 39 | 25 | +14  |                                                                                                 |
| 5    | Yokohama F. Marinos | 56   | 34 | 16 | 8  | 10 | 46 | 40 | +6   |                                                                                                 |
| 6    | Kashima Antlers     | 50   | 34 | 13 | 11 | 10 | 53 | 40 | +13  |                                                                                                 |
| 7    | Sanfrecce Hiroshima | 50   | 34 | 14 | 8  | 12 | 52 | 49 | +3   |                                                                                                 |
| 8    | Júbilo Iwata        | 47   | 34 | 13 | 8  | 13 | 53 | 45 | +8   |                                                                                                 |
| 9    | Vissel Kobe         | 46   | 34 | 13 | 7  | 14 | 44 | 45 | −1   |                                                                                                 |
| 10   | Shimizu S-Pulse     | 45   | 34 | 11 | 12 | 11 | 42 | 51 | −9   |                                                                                                 |
| 11   | Kawasaki Frontale   | 44   | 34 | 13 | 5  | 16 | 52 | 53 | −1   |                                                                                                 |
| 12   | Cerezo Osaka        | 43   | 34 | 11 | 10 | 13 | 67 | 53 | +14  |                                                                                                 |
| 13   | Omiya Ardija        | 42   | 34 | 10 | 12 | 12 | 38 | 48 | −10  |                                                                                                 |
| 14   | Albirex Niigata     | 39   | 34 | 10 | 9  | 15 | 38 | 46 | −8   |                                                                                                 |
| 15   | Urawa Red Diamonds  | 36   | 34 | 8  | 12 | 14 | 36 | 43 | −7   |                                                                                                 |
| 16   | Ventforet Kofu      | 33   | 34 | 9  | 6  | 19 | 42 | 63 | −21  | Descendido a J. League Division 2 2012                                                          |
| 17   | Avispa Fukuoka      | 22   | 34 | 6  | 4  | 24 | 34 | 75 | −41  | Descendido a J. League Division 2 2012                                                          |
| 18   | Montedio Yamagata   | 21   | 34 | 5  | 6  | 23 | 23 | 64 | −41  | Descendido a J. League Division 2 2012                                                          |

 Fuente: J. League Data Site: 2011 J.LEAGUE Division 1 League table
Criterios de clasificación: 1) puntos; 2) diferencia de goles; 3) número de goles marcados; 4) resultados entre los equipos en cuestión.
|                                    |
|                                    |
| Campeón Kashiwa Reysol 1.er título |

## Goleadores
| Pos. | Equipo            | Club                 | Goles |
| ---- | ----------------- | -------------------- | ----- |
| 1    | Joshua Kennedy    | Nagoya Grampus Eight | 19    |
| 2    | Mike Havenaar     | Ventforet Kofu       | 17    |
| 3    | Leandro Domingues | Kashiwa Reysol       | 14    |
| 3    | Tadanari Lee      | Sanfrecce Hiroshima  | 14    |
| 5    | Bruno Lopes       | Albirex Niigata      | 13    |
| 5    | Ryoichi Maeda     | Júbilo Iwata         | 13    |
| 5    | Keiji Tamada      | Nagoya Grampus Eight | 13    |
| 8    | Shingo Akamine    | Vegalta Sendai       | 12    |
| 8    | Hidetaka Kanazono | Júbilo Iwata         | 12    |
| 8    | Lee Keun-Ho       | Gamba Osaka          | 12    |
| 8    | Junya Tanaka      | Kashiwa Reysol       | 12    |
| 8    | Yūzō Tashiro      | Kashima Antlers      | 12    |